# 床版
床版（しょうばん）とは、橋の床構造の一部分で、車両や人の荷重（活荷重）を橋の主構造に伝えるための床板（ゆかいた）。

## 一般的な床版の種類

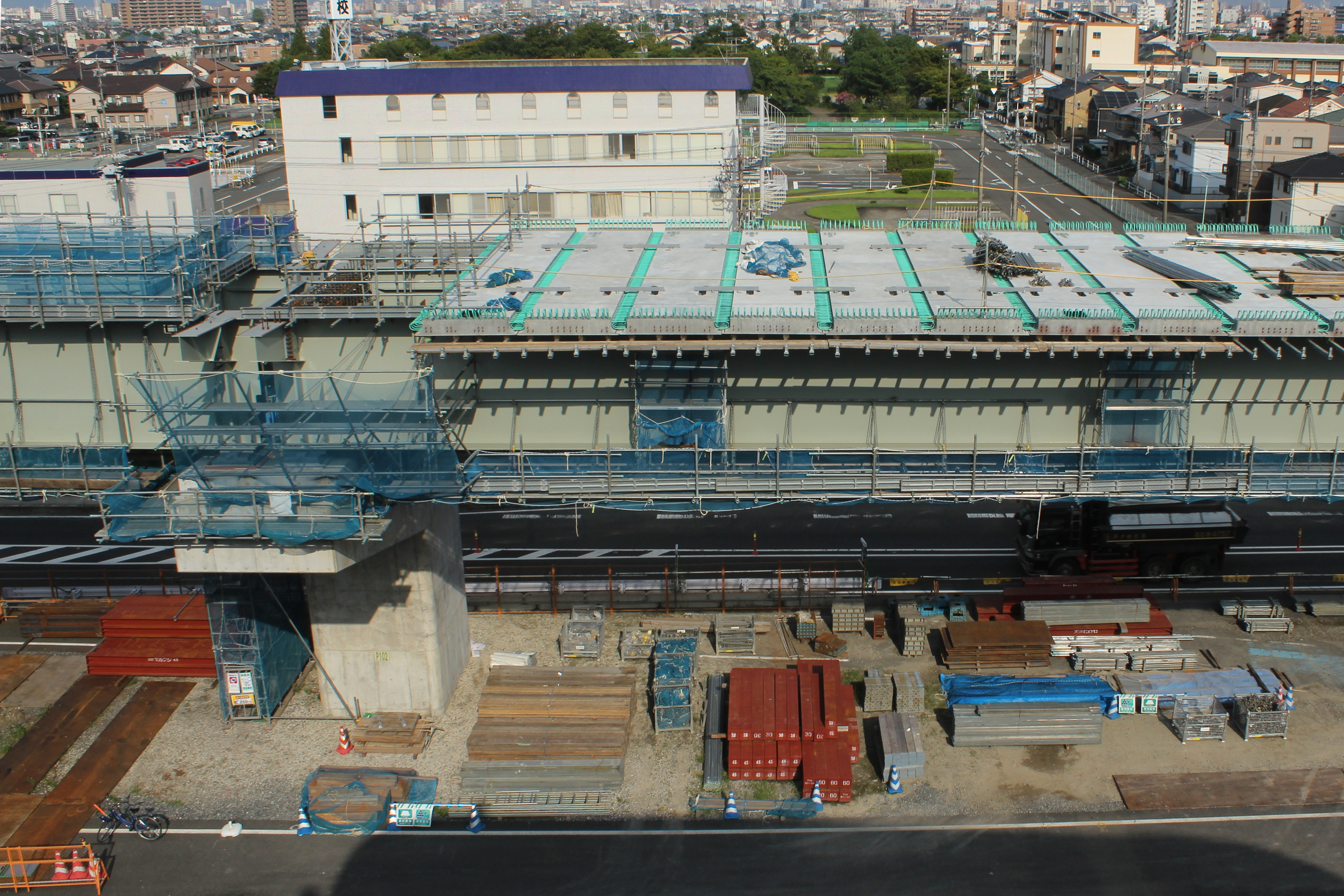
主桁の上に設置された床版

上部構造の形式や架設地点の状況などにより使い分けられている。
- コンクリート系床版
  - 鉄筋コンクリート床版
  - プレストレストコンクリート床版
  - 合成床版（ 鋼・コンクリート合成床版、PC合成床版他）
  - I形鋼格子床版
- 鋼床版
- オープングレーチング床版

## 過積載と床版
過積載取り締まりの理由の一つには、大型貨物自動車が橋梁の床版に与えるダメージを回避するという目的がある。軸重20t車1台の走行が床版に与える影響は、一般的制限値である軸重10t車約4,000台の走行に相当すると考えられている。